# Marc Laidlaw
Marc Laidlaw (1960) è uno scrittore e autore di videogiochi statunitense, autore di fantascienza e horror ed ex designer di videogiochi per la Valve Software.
È famoso per aver scritto romanzi come Una famiglia nucleare (Dad's Nuke) e Il 37° mandala (The 37th Mandala) e per aver lavorato alla popolare serie di videogiochi Half-Life.

## Biografia
Laidlaw nato nel 1960 e cresciuto a Laguna Beach in California, ha frequentato l'Università dell'Oregon.
A quell'epoca iniziò a scrivere racconti e il suo primo romanzo Una famiglia nucleare (Dad's Nuke) fu pubblicato nel 1985. A questo ne fece seguire numerosi nel decennio successivo, ma continuò a lavorare come segretario a San Francisco per vivere.
Preso dalla passione per i videogame scrisse nel 1996 il racconto La terza forza (The Third Force), basato sul mondo creato dal videogioco Gadget, e lavorando a contatto con i game designer decise di intraprenderne la stessa carriera. Entrò nella Valve Software durante lo sviluppo di Half-Life (1998) lavorando sulla storia del gioco e sul design dei livelli. Successivamente lavorò per l'espansione dello stesso e per Half-Life 2.

## Opere
(parziale)
- Una famiglia nucleare (Dad's Nuke, 1985), traduzione di Antonio Caronia, Gli Squali 9, Bompiani, 1995. ISBN 8845224880
- Neon Lotus (1988) Candidato al premio Philip K. Dick
- Kalifornia (Kalifornia, 1993), traduzione di Giuliano Acunzoli, Urania 1249, Arnoldo Mondadori Editore, 1995
- The Orchid Eater (1994)
- La terza forza (The Third Force, 1996), traduzione di Gaetano Luigi Staffilano, Urania 1365, Arnoldo Mondadori Editore, 1999
- Il 37° mandala (The 37th Mandala, 1996), traduzione di Delio Zinoni, Urania 1300, Arnoldo Mondadori Editore, 1997. Vincitore del International Horror Guild Award come miglior romanzo

### Racconti
Laidlaw ha scritto numerosi racconti (segue un elenco parziale)
- 400 Boys (400 Boys, 1983), traduzione di Daniele Brolli, in Mirrorshades. L'antologia della fantascienza Cyberpunk, I Grandi Tascabili Bompiani 323, Bompiani, 1994
- Condotto di probabilità (Probability Pipeline, 1988), con Rudy Rucker, traduzione di Enzo Verrengia, in Cyberpunk, Grandi Opere Nord 25, Editrice Nord, 1994